# 정도전
정도전(鄭道傳, 1342년 10월 6일또는 1337년 ~ 1398년 10월 6일(음력 8월 26일))은 고려 말, 조선 초의 문신이자 유학자, 혁명가이다. 본관은 봉화이다. 자는 종지(宗之). 호는 삼봉(三峯), 시호는 문헌(文憲)이다. 고려 말 권문세족의 부패 정치와 이에 기생하는 불교를 비판하였고, 성리학(신유학) 이념에 기초한 중앙집권적 관료제 국가인 조선 왕조 성립에 공헌을 하였다.

## 개요
정도전은 봉화정씨이고  봉화에서  출생한 봉화사람이다(고향이 충북 단양이라는 얘기도있음)그의 부인은  경주최씨이며  그의 아버지는 고려 시대 형부상서 직위를 지낸 정운경이다.
고려 시대 시절 과거 급제 후 성균관 등에 있으면서 성리학을 장려하였고, 외교적으로는 권문세족에 대항하여 명나라와의 외교론을 주장하다 파직과 복직을 반복하였으며 1383년 이성계를 만나 정사를 논하다가 역성혁명론자가 되었다. 이후 이성계, 정몽주 등과 함께 우왕과 창왕을 폐위시키고 공양왕을 추대했다가 1392년 조선 건국에 참여하여 개국공신 1등관에 녹훈되었다. 관직은 판삼사사를 거쳐 대광보국숭록대부로 영의정부사에 추증되었으며, '봉화백'(奉化伯)에 봉작되었다.
조선 건국의 개국 공신들 중 한명인 그는 조선의 이념적 바탕을 일부 마련하고 일부 체제를 정비하여 조선왕조 500년의 기틀을 일부 다져놓았으며, 한양 시내의 전각과 거리의 이름을 직접 지었다고 한다. 제1차 요동 정벌(1388년 음력 6월)과 제2차 요동 정벌(1392년)에 반대하였으나 요동을 정벌할 계획을 세워 명나라와 외교 마찰을 빚었고, 공신과 왕자들이 사적으로 보유한 사병을 혁파하려다가 갈등한다. 그 뒤 요동 정벌을 계획하여 명나라 태조 주원장과 갈등하던 중, 이방원이 정변을 일으킨 뒤 1398년 8월 제1차 왕자의 난 때 이방원의 군사들의 칼에 피살되었다. 성리학 이념을 보급하였으며, 그는 안향-백이정-이제현의 학통을 계승한 목은 이색의 문하생이자 정몽주, 권근의 동문이다.
조선사회에 유교성리학을 정착, 국교화시키는 데 공을 세웠다. 정도전은 제1차 왕자의 난 이후 조정에서 배격되었다. 태종 이방원은 그를 역적으로 만든 뒤 정몽주를 추상하였으며, 이후 그는 포은 정몽주와 달리 역적으로 매도되어 오다가 고종 때 복권되었다.

## 생애

### 생애 초반

#### 출생과 가계
삼봉 정도전은 1342년 혹은 1337년 아버지 고려 형부상서 정운경과 어머니 영주 우씨 사이에서 맏아들로 태어났다. 경상북도 영주에서 출생하여 양주 삼각산에서 성장하였다고 전해진다. 아버지 정운경은 중앙에서 벼슬하여 형부상서에 이르렀다.
아버지 정운경은 청백리였으며, 사후 시호를 받지 못하자 선비들이 염의(廉義)이라는 사시(私諡)를 지어 올렸다. 따라서 염의선생으로 불린다. 형제로는 남동생 정도존, 정도복이 태어났다.

#### 유년기

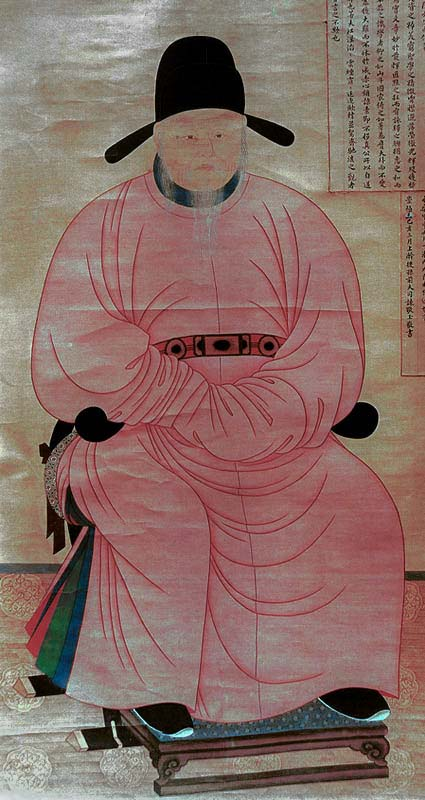
이색

정도전은 어려서부터 매우 총명하고 학문을 좋아하였으며 독서를 좋아하였다. 정도전이 유년을 보낸 곳은 영주와 양주 삼각산이다. 정도전 아버지 정운경이 중앙으로 관직을 옮김에 따라 개경으로 이주했다.
그의 아버지 정운경은 이곡과 나이를 잊은 두터운 친교가 있었기 때문에 이곡의 아들 이색과 가깝게 지낼 수 있었다. 정도전은 그 뒤 성균관에서 대사성이자 성균박사 이색을 만나 성리학에 대해 한층 심도있게 연구하는 계기가 되었다.

#### 수학과 소년기

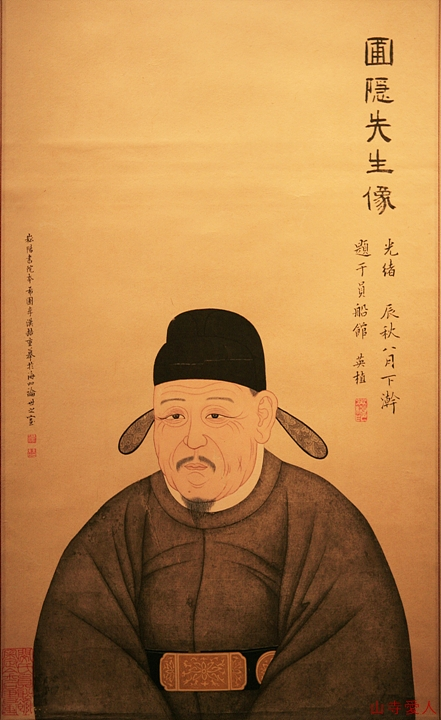
포은 정몽주와는 이색의 같은 문하이자 학문적 친구이고 동지였다가 조선 왕조 개국 여부의 의견 차이로 인해 갈라져 그와 정적이 된다.

유년기 그는 가학과 풍기 진중길의 사위 최림을 통해 기초학문을 배우고, 개경으로 올라와 이제현의 문하에서 수학하였다. 1360년 진사시에 급제한 후 성균관에 입학하여 이색과 교류하면서 그는 성리학적 이념과 사상을 심층 이해하게 되었다. 그러나 그 외에도 맹자의 성선설과 역성혁명론에 주목하였다. 하지만 부패한 사회의 현실을 보면서 맹자의 성선설에는 다소 회의적인 견해를 품게 되었다. 이때 그와 함께 공부했던 이들로는 포은 정몽주, 박의중, 윤소종, 이존오, 김구용(金九容), 김제안(金齊顔), 박의중, 설장수(偰長壽), 박상충 및 5년 연하의 이숭인과 하륜, 10년 연하의 권근 등이 있었는데 모두 당대 최고의 문인들이었다. 정도전은 성균관에서 경사(經史)를 강론하였는데 특히 문장과 성리학에 능하였다.
대사성 이색은 이제현과 백이정, 권보, 안향 등의 학통을 계승했는데, 이제현은 백이정의 문인이자 권보의 사위로 28살 때 원나라에 가서 공부하고 돌아와 성리학을 이루었다. 그의 학문은 이색으로 이어졌다. 정몽주, 이숭인, 권근 등 고려 말의 대표적 성리학자들은 대부분 이색의 문하에서 배출된 인물들이다.
당시 그는 권문세족들의 전횡 못지않게 불교는 국가 경제를 저해하고 민생을 황폐하게 하는 해악으로 보게 되었다. 이는 사원경제의 팽창과 타락, 백성이 불교에 귀의함으로 인한 조세수입의 궁핍과 부역의 징발 부재로 나타난 국가경영 존립의 위기에서 출발한 것이다. 따라서 개인의 삶조차 기약하지 못하는 현실에서 사후 세계를 논한다는 것은 공허한 생각이라는 공자의 의견에 강하게 동조하게 된다. 이후 불교가 국가에 미치는 해악에 대한 비판을 강력히 주장하였으며, 만년에 《불씨잡변》으로 집성하게 되었다.
특히 정도전은 동문수학한 동료들 중 정몽주와 마음이 맞아, 정몽주에게서 유교 경전들과 성리학과 시들을 배우고 영향을 받았으며, 또 이와 반대로 정도전은 정몽주에게 말한 부패한 사회를 개혁하고 권문세족으로부터 농민들을 해방시켜야 된다는 사상을 이야기했고 여기에 대해 정몽주는 깊이 감격, 공조하였다.이후 정몽주와는 오랜 친구로, 청소년기때부터 권문세족과 외척의 발호로 부패한 고려 사회를 성리학적 이상향으로 개혁해야 된다는 사상을 품고 사상적, 정치적 동지로서 협력하였으나 뒤에 조선 개국과 관련하여 정적으로서 첨예하게 대립하게 되었다.

### 관료 생활과 정치 활동

#### 과거 급제와 관료 생활 초기
공민왕 때인 1360년(공민왕 9년) 성균시(成均試)에 급제한 데 이어 2년 뒤, 1362년 문과 동진사로 급제하여 1363년 관직에 나갔다. 그해 충주사록(忠州司錄)을 거쳐 전교시주부(典敎寺主簿)·통례문지후(通禮門祗候)를 지냈다.
그러나 그의 벼슬살이는 순탄하지 않았다. 1365년 공민왕이 신돈을 기용하자 그는 벼슬을 버리고 삼각산 옛집으로 낙향해서 은둔생활을 하였으며, 아버지 정운경과 어머니 우 씨가 1366년 1월과 12월에 연이어 사망, 영주에서 3년간 여묘살이를 하며 학문연구와 교육에 힘썼다. 당시 관료들과 지식인들은 백일 탈상이 일반적인 관행이었으나, 그는 주자가례에 따라 3년상을 봉행 실천하였다. 
1369년 가을, 부모의 3년상을 마치고 삼각산 옛집으로 돌아왔고 이듬해 12월, 관직에 복귀하였다.

#### 신돈의 죽음과성균관강학

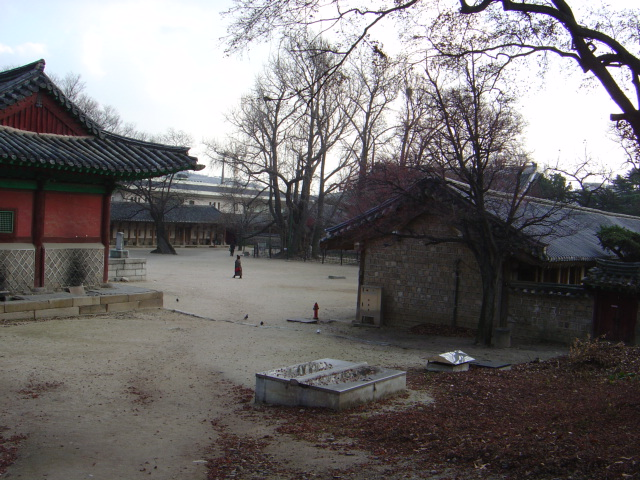
성균관 경내

1367년 성균관을 중영하고 그해 목은 이색이 대사성이 되자, 1370년 그는 박상충 박의중 김구용 등 벗들의 천거로 성균관박사가 되었다. 성균관의 박사로 있으면서 포은 정몽주 등 교관과 매일같이 명륜당에서 성리학을 수업, 강론하였다. 다시 예조정랑 겸 성균·태상박사(禮曹正郞兼成均太常博士)가 되어 전선(銓選)을 관장하였다.
1371년 태상박사에 임명되고, 다시 예의정랑이 되어 태상박사를 겸임했다. 신돈의 무모한 전횡에 정치 일선에서 물러나 잠시 삼각산 옛집으로 낙향하였다가, 신돈이 제거된 뒤에 정도전은 등용되었다. 1374년(공민왕 24) 환관 최만생과 홍륜 등에게 공민왕이 살해되면서 친명파에 속했던 정도전은 다시 정치적 위기를 겪었다. 그때 정국은 친원파(親元派)와 친명파(親明派)가 대결하고 있었다. 이때 그는 성균관에서 성리학을 강학하면서 한편으로는 정몽주 등과 함께 명나라와의 외교관계를 돈독히 할 것을 주장하였다.

#### 관직 생활과권문세족과의 갈등

##### 친원파,권문세족과의 갈등
이때 그는 부와 권력을 독점한 권문세족들로부터 전답 등의 농토는 실제로 농사를 짓는 농민들에게 부여되어야 한다고 주장하여 권문세족들의 분노를 샀다. 또한 그는 사원경제의 팽창과 문란이 정치 경제 사회의 폐해가 극심함으로 불교를 배척할 것을 주장하였다.
1375년(우왕 1년) 성균관사예·지제교가 되었다. 동년 원나라 사신이 왔을 때 원나라의 사신을 맞아들이는 문제로 조정에서는 신흥사대부와 권신들 간에 대립이 일어났다. 이인임과 지윤 등은 사신을 맞아들이자고 한 반면, 정도전을 비롯한 신진사대부들은 이에 반대했다. 그러나 이인임 등은 그들의 주장을 물리치고 북원 사신을 맞이할 준비를 하였다. 이인임은 정도전을 영접사로 임명해 보내려고 했다. 그러나 정도전은 사신영접을 거부했다.
이에 정도전은 “사신의 머리를 베든지, 그렇지 않으면 묶어서 명나라로 보내버리겠다.”라며 뜻을 굽히지 않았다. 이인임·경복흥 등이 원나라와의 이중 통교를 주장하고 원나라 사신이 명나라를 치기 위한 합동작전을 고려 조정에 제의해 오자, 정도전은 이를 반대하였다. 그리하여 정도전은 이인임 등 권신의 노여움을 사 나주의 속현인 회진현(會津縣) 거평부곡(居平部曲)으로 유배되었다. 유배지에서 그는 성리학 관련 서적을 연구하며 동리 청년자제들에게 학문을 가르쳤다.
귀양길에 곤장까지 맞을 뻔하였으나 때마침 일어난 석기의 난 때문에 경황이 없어 장형은 당하지 않았다.

##### 석방과 교육 활동
1377년에 유배에서 풀려나 4년간 선향 영주와 안동, 제천, 원주 등을 유랑하며 지냈다. 그 뒤 1381년 가을 거주가 완화되자 삼각산 옛집으로 돌아왔고 1382년 초려(草廬)를 짓고 '삼봉재'(三峯齋)라 이름하고 학문과 교육에 힘썼다.
전국에서 많은 재생들이 운집하여 교육의 즐거움을 향유하였으나 그 또한 오래가지 못했다. 이곳 출신 재상이 삼봉재를 헐어버렸기 때문이다. 그래서 재생들을 이끌고 부평부사 정의에 의탁하여 부평부 남촌(南村)으로 이사하여 후생 교육사업을 재기 하였으나 이곳 역시 재상 왕모(王某)가 별장을 짓는다고 학숙을 폐쇄하였다. 계속되는 멸시와 박해로 다시 경기도 김포로 옮겨야 했다.
유배와 유랑 살이를 통하여 향민(鄕民)과 사우(士友)에게 걸식하기도 하고 스스로 밭갈이도 했다. 이때 그는 가난과 기근으로 죽어가는 백성들과 그들을 수탈하는 권문세족의 횡포와 사원경제의 팽창으로 국가경영의 존폐위기 상황을 직면하고 일대 개혁의 필요성을 절감하였다.

##### 이성계와의 만남(1383년)
1383년 가을, 정도전은 드디어 비장의 결심을 하고 함길도 함흥에 있는 동북면도지휘사(都指揮使) 이성계를 찾아갔다. 한때 이성계와 함께 왜구와 여진족을 토벌하는데 함께 출정했던 정몽주로부터 그의 명성을 듣고, 외적의 침략을 물리쳐 고려의 새로운 영웅으로 떠오른 이성계를 만나기 위해 함흥으로 직접 찾아간 것이다. 그는 이성계와의 오랜 대화로 세상사를 논하다가 그와 인연을 맺었다.
정도전은 부패한 관료로 인한 피폐한 백성들을 구제하고 도탄에 빠진 나라를 구하는 길은 오직 혁명 밖에 대안이 없다고 결론 짓고, 이를 실행하기 위해서는 이성계의 군사력이 절실하였던 것이다. 당시 조우에서 정도전은 이성계 휘하의 정예 군대와 일사불란한 지휘통솔에 감탄을 금치 못했고, 이성계 또한 정도전의 학문과 국가경영에 대한 경술에 감탄해 마지 않았다. 정도전은 이성계 휘하의 동북면 군사들의 모습을 보면서 그들이 군령을 엄하게 지킬 뿐 아니라 무기들 또한 잘 정비되어 있으며 훈련에도 열심히 임하고 있다는 것을 파악했다.
정도전은 이성계를 훌륭하다고 칭찬하며 “이 정도의 군대라면 무슨 일인들 성공시키지 못하겠습니까?”라고 넌지시 떠보았다. 평생 전쟁터를 누벼 온 이성계가 정도전의 말뜻을 알아채지 못할 리 없었으나, 무슨 뜻이냐며 모르겠다는 듯이 반문하였다. 이에 정도전은 동남방의 왜구를 소탕하는 것이라고 하였다.
.

#### 개혁 정치와 정변 기도

##### 이성계와 역성혁명
정도전은 그날 밤 이성계와 밤새도록 술을 마시며 세상 돌아가는 일에 대해 이야기를 나누었다. 다음날 정도전은 군영 앞에 서 있는 오래된 소나무의 껍질을 벗기고 그 위에 이성계를 위해 시 한 수를 지었다.
| “ | 蒼茫歲月一株松 / 아득한 세월 속에 한 그루 소나무여 生長靑山幾萬重 / 청산에서 자람은 어찌 만 배나 중하지 않으랴만. 好在他年相見否 / 좋았던 시절에 서로 만나지 못하였으니 人間俯仰便陳蹤 / 세상을 굽어보고 우러러보아도 묵은 흔적뿐이구나. | ” |
|   | — 정도전, 《제함영송수》(題咸營松樹) |   |

이 시에서 정도전은 이성계를 늙은 소나무에 비유하고 있는데, 앞으로 때가 되면 이성계는 천명(天命)에 따라 세상을 구원하러 나서야 하며, 자신과 손잡고 큰일을 하여 위대한 역사적 과업을 남기게 될 것이라는 자신의 속마음을 은근히 드러내었다. 이성계는 개혁을 주장하는 정도전 등에게 협력하기로 하고 지원을 약속했다. 그의 인물됨됨이에 매료된 정도전은 그의 막료가 되었고 이후 역성혁명까지도 논의하게 되었으며 이 일을 계기로 정도전은 이성계의 측근이 되었다.
1384년 가을 전교시부령(典校侍副令)으로 복직과 동시에 성절사(聖節使) 정몽주의 서장관(書狀官)으로 명나라에 가서 양국간 첨예한 외교적 갈등을 해소하고, 우왕의 승습(承襲)과 공민왕의 시호를 받아 귀국하였다. 1385년 귀국 후 성균관 좨주(祭酒)와 지제교를 거쳐 86년 외보를 요청 남양부사(南陽府使)로 도임하여 선정을 베풀어 부민들로부터 칭송을 받았다. 그 뒤 이성계의 천거로 성균관 대사성이 되었다.

##### 위화도 회군과 권력 장악(1388년음력 6월)
1388년 음력 6월 제1차 요동 정벌에 출정한 이성계 등이 위화도 회군으로 정권을 잡게 되자 밀직부사로 승진하여 조준, 남은, 윤소종 등과 함께 이성계의 우익이 되어 전제(田制) 개혁에 착수, 조세 제도와 토지 제도를 개혁하였다.

##### 전국적인 토지 몰수와 균등 재분배
이는 개인이 함부로 토지를 사유하지 못하게 함으로써 권문세족들이 보유한 토지를 몰수하고 새 정권을 창출하는 데 필요한 자금 확보는 물론, 백성들의 지지를 이끌어 낼 수 있었기 때문이었다. 이때 그는 전국의 토지를 국가에 귀속시킨 뒤 인구수에 따라 토지를 분배할 것을 건의하기도 했다. 그러나 이 과정에서 스승인 이색과 친구인 정몽주 등과 의견이 달라지면서 서서히 멀리하게 되었다. 이어 우왕의 장인인 최영, 이인임, 염흥방, 조민수 등 구 세력을 제거함으로써 조선 건국의 기초를 닦아 나갔다. 같은 해, 우왕을 내쫓고, 이색의 주장으로 창왕을 세웠고, 이때 우왕의 측근인 최영 일파를 제거하였다.

##### 정변과 공양왕 추대
1389년 음력 11월 여주로 유배된 폐주 우왕이 자신을 찾아온 김저와 정득후에게 보검을 주며 곽충보와 함께 이성계를 제거하라는 밀명을 내린 음모사실이 곽충보의 고변으로 발각되었다. 이에 이성계는 우왕을 서인으로 강등시켜 강화도로 유배시켜 버렸다. 정도전은 이성계, 조준, 남은 등과 함께 뜻을 같이해 창왕을 신돈의 자손이라는 구실로 폐위시키고, 폐가입진이라는 명분을 구실로 공양왕을 추대하고 공신이 되었으며 최영 등을 죽이고 실권을 잡았다. 이때 그는 우왕과 창왕 부자가 왕씨가 아니라는 주장을 했으나 이에 대해 조선의 양식있는
신료들과 선비들은 이를 조선왕조의 조작으로 보았고 현대 학계에서도 조선왕조의 조작으로 보고 있다. 이성계, 조준 등과 함께 공양왕을 추대한 공으로 그는 봉화현 충의군(忠義君)에 봉군된 뒤 수충논도좌명공신(輸忠論道佐命功臣)에 책록되고 공신전 100결과 노비 10명을 하사받았다. 이후 삼사좌사(三司左使)가 되었다. 1390년(공양왕 2년) 경연지사(經延知事)에 올랐다. 
그 해 1390년 이성계가 명나라를 치려 한다고 명 태조에게 밀고하는 윤이 이초 사건이 발생하자, 성절사 겸 변무사(聖節使兼辨誣使)로 명나라에 가서 윤이·이초의 주장이 무고임을 밝히고 돌아왔다. 곧 동판도평의사사사 겸 성균관대사성이 되었다.

#### 귀양
1391년에 이성계는 삼군도총제부를 만들고 군대를 장악하였고, 정도전은 삼군도총제부 우군도총제의 자리를 맡았다. 이어 불교 배척의 기치를 들고 척불(斥佛) 상소를 올려 권문세족들을 불교도로 몰아 제거한 뒤, 성균관 학생들과 함께 외세를 빌어 국내문제를 해결하려 했던 윤이, 이초 사건의 배후인 이색과 우현보 등을 신우와 신창(우왕과 창왕을 말한다) 옹립의 죄를 물어 처단할 것을 상소했다. 그러나 정도전과 신진사대부 역시 창왕 등의 옹립에 가담했었고, 이를 부담스럽게 여긴 공양왕은 처음에는 거절하였다. 정도전은 거듭 그들을 처단할 것을 극력 피력하였다.
그해 9월 평양부윤에 임명되었으나 정몽주 등은 그를 제거할 목적으로 사간원과 사헌부의 간관들을 사주하여 그가 "가풍(家風)이 부정(不正)하고, 파계(派系)가 불명함에도 큰 벼슬을 받아 조정을 어지럽히고 있다"라고 탄핵케 하여 봉화로 유배당하였다. 정몽주가 정도전을 탄핵한 실제 목적은 이성계를 제거하기 위한 것이었다. 그러나 정몽주의 탄핵 내용을 접한 그는 정몽주에게 극심한 반감을 품게 된다. 이어 나주로 배소가 옮겨졌으며 두 아들은 삭탈관직당해 평민이 되었다. 이때 정몽주는 김진양을 사주하여 사죄로 다스릴 것을 상소하여 그를 처형하라고 강력히 주장하였으나 공양왕이 이를 듣지 않았다. 그가 유배되자 정몽주는 그를 처형해야 된다고 강력 상소하였지만 공양왕의 반대로 1392년(공양왕 4년) 봄 귀양에서 풀려나 고향 영주로 돌아갔다.
1392년 3월 초 이성계가 해주의 사냥터에서 사냥하다가 말에서 떨어져 부상을 입자 이성계 세력을 제거하려는 정몽주 등에 의해 "천지(賤地)에서 기신(起身)하여 당사(堂司)의 자리를 도둑질했고, 천근(賤根)을 감추기 위해 본주(本主)를 제거하려고 모함했다"라는 탄핵을 받고 보주(甫州)의 감옥에 투옥되었다. 그해 4월10일, 이방원, 조영규 등이 선죽교에서 정몽주를 격살함으로써, 고려 왕조를 지지하는 세력은 구심점을 잃고 와해되었다. 그 뒤 6월 10일 유배에서 풀려나 개경으로 소환되어 복직하였다.

#### 역성혁명과 조선 건국

##### 조선의 건국(1392년)

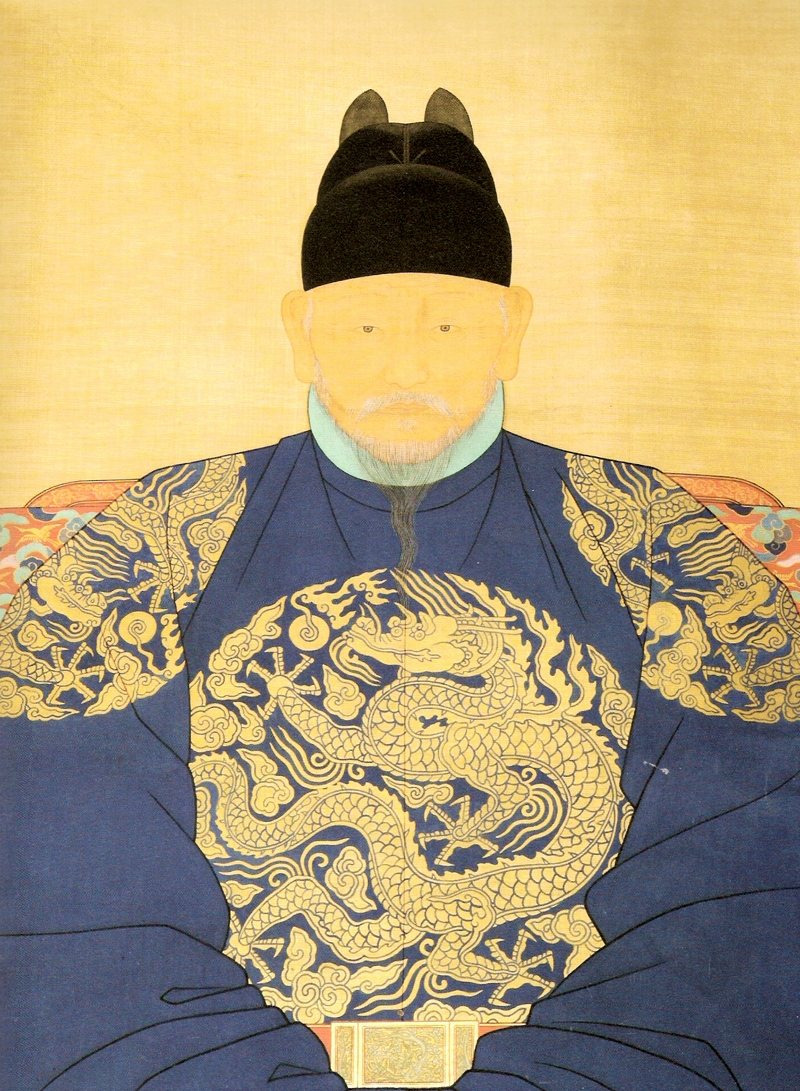
조선 태조 이성계의 어진

6월 정도전은 비로소 소환되어 정치 일선에 나서서 새왕조 창업을 위한 정지 작업을 단행하였고 7월 17일 공양왕의 선양을 이끌어 내어 마침내 이성계는 임금으로 즉위하면서 새 왕조 조선을 건국하였다. 조선 왕조가 건국되자 정도전은 왕명을 받아 새로운 왕조의 정책 방향을 제시하는 17조의 〈편민사목〉(便民事目)을 지어 발표하였다. 또한 조선 건국을 반대한 정적 등 반대파를 일소하였다. 조선을 건국하는 데 개국 공신이 된 정도전은 문하시랑찬성사(門下侍郞贊成事) 겸 판의흥삼군부사(判義興三軍府事) 등의 군국의 요직을 겸함으로써 권력을 손에 쥐어 조선의 핵심 인사들 중 한명이 되어 행정, 군사, 외교, 교육에 이르기까지 조선의 전반적인 문물 제도와 정책의 일부들을 정비해 나갔다. 조선의 창업군주이자 첫번째 임금인 태조로 즉위한 이성계는 나랏일의 중요한 부분을 조준, 남은, 정도전 등을 내세워 다지게 하였다. 그리하여 정도전은 조선의 중요한 위치에 오르게 되었으며, 새 나라의 문물 제도와 국책을 결정하는 일을 맡는다. 즉 한양 천도 당시 궁궐과 종묘의 위치 및 도성(都城)의 기지를 정하고, 각 궁전 및 궁문의 칭호, 도성의 사대문과 사소문 및 성안 52방(坊)의 이름 등을 제정하여 나라의 기틀을 다졌다.

##### 국정 방안 수립과 병권 장악
이후 태조의 교지(敎旨)를 지어 새 왕조의 국정방향을 제시했고, 개국공신 1등으로 대광보국숭록대부 문하시랑찬성사 겸 판의흥삼군부사로 동판도평의사사사·판호조사·겸판상서사사·보문각대학사·지경연예문관춘추관사 겸의흥친군위절제사를 겸직하였다.
7월 20일 도평의사사사 겸 상서사사(尙瑞司事)가 되었다. 7월 28일 좌명공신(佐命功臣)에 녹훈되고 문하시랑찬성사 의흥친군위 절제사(門下侍郞贊成事義興親軍衛節制使)에 임명된 뒤 봉화군(奉化君)에 봉군되었다.
새 왕조를 연 태조 이성계는 즉위 한 달 만에 수도를 옮길 결심을 했다. 처음에는 나라 이름도 고치지 않고 수도도 그대로 개경으로 할 생각이었으나 무슨 까닭에서인지 천도를 결심, 후보지를 고르기 시작했다. 맨 먼저 후보지로 지목된 곳은 계룡산이었다. 이성계는 곧바로 궁궐터를 닦기 시작했다. 그런데 계룡산 천도에 반대하는 상소가 올라왔다. '너무 협소하여 백성들이 들어가 살기 어렵고, 토지가 비옥하지 못하여 교통이 불편하고 금강이 멀어 백성들이 고생한다'는 이유였다. 계룡산에 대한 반대 상소가 올라가자 정도전 등도 계룡산으로의 천도를 반대하여 태조는 새로운 길지를 선정하게 하였다.
1392년 10월 명나라에 파견되는 사은사 겸 계품사로 명나라에 가서 조선 건국의 당위성을 호소하고 승인 받아왔다. 12월에는, 문하시랑찬성사(門下侍郞贊成事)가 되었다.
1393년(태조 2년) 7월 다시 문하시랑찬성사로 동북면도안무사가 되어 변방으로 나가 여진족을 토벌, 회유하고 되돌아왔으며, 한성으로 되돌아온 뒤 〈문덕곡 文德曲〉·〈몽금척 夢金尺〉·〈수보록 受寶〉 등의 악사(樂詞) 3편을 지어 왕에게 창업의 쉽지 않음과 수성(守成)의 어려움을 반성하게 하는데 쓰이는 자료로 삼도록 권고하였다. 1393년 9월 판삼사사(判三司事)가 되었다. 10월 관습도감판사(慣習都監判事)를 거쳐 1394년(태조 3년) 1월 판의흥삼군부사로 병권을 장악하여 병제개혁에 대한 상소를 올리고, 3월 경상·전라·양광 삼도 도총제사가 되어 지방의 병권까지 장악하였다.

##### 체제와 관제의 정비
정도전은 조선이 갖춰야 할 정부 형태와 조세 제도는 물론 법률 제도의 바탕을 일부 만들어나갔으며, 불교를 배척하고 유교를 나라의 통치 이념으로 확립시켰다. 또한 정도전은 수도 천도를 결정한 태조 이성계의 명에 따라 수도 이전을 단행하였다.
조선의 건국 직후부터 그는 《조선경국전》을 편찬해 새로운 법제도의 틀을 닦았으며, 도읍을 옮겨 새 왕조의 면모를 높일 것을 계획하였으며, 경세문감을 저술하여 재상, 대간, 수령, 무관의 직책을 확립했다.
또한 명나라의 공물 요구가 거세지자 요동 정벌을 계획하고, 군량미 확보, 진법 훈련, 사병 혁파 등을 적극 주장, 추진해 병권 집중운동을 펼쳐나간다.
또한 노비 해방에도 많은 노력을 기울였으며, 병제(兵制)를 대폭 개혁하여 진법(陳法)·진도(陳圖)를 지어 장병을 훈련하고, 1397년(태조 6)에 동북면 도선무순찰사(東北面都宣撫巡察使)가 되어 지금의 경원(慶源 : 함경북도) 지방에 가서 성보(城堡)를 수리하고 주·군과 역참을 획정하였다.
정도전은 고려 말 배불론(排佛論)의 주동자로 불교를 대체할 사상으로 유교 성리학을 지목했다. 그는 유교로써 문교(文敎)를 통일하고자 하여 주자학으로 미신이라 여겨지는 불교와 노자교(老子敎), 무속 등을 압도하고자 유감없이 공격을 가하였다. 불교의 자비는 친함과 안면이 있음에 따라 차별이 있고, 불교는 인류 자연의 성정에 위배하여 사회 조직을 파괴하는 것이며, 석가가 인세(人世)를 이탈하여 자립자영코자 아니하였음은 타력에 따라 기생코자 한 것이고 특히 선종과 같은 것은 인심을 현혹하는 마종(魔宗)이라고까지 비판하였으나 아무도 이에 응대하는 불교인이 없었던 유학의 대가였으나, 한편으로는 불교에 대해 긍정적인 시를 쓰거나 승료들과 교류하는 이중적인 면모를 보이기도 했다. 또한 그는 유교를 전파하고자 조선 왕조의 제도와 예악(禮樂)의 기본구조를 세운 《조선경국전》·부병제(府兵制)의 폐단을 논한 〈역대부병시위지제〉(歷代府兵侍衛之制)의 편찬을 시작하였다.

##### 한양천도(1394년11월 21일)

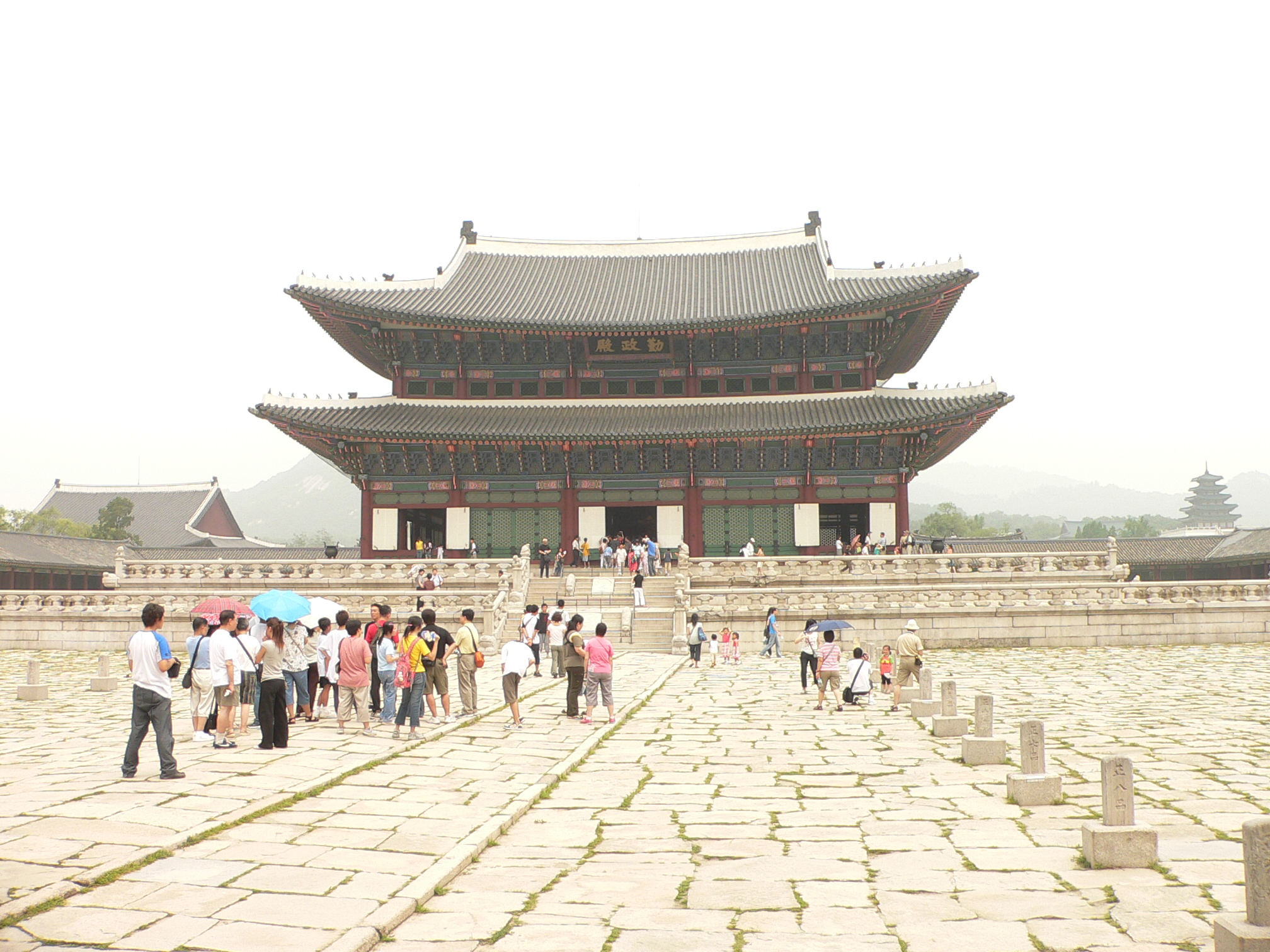
경복궁 근정전

한성부 지도

1392년 8월부터 태조는 수도를 옮길 결심을 하게 되었는데, 이는 고려의 구신과 세족이 도사리고 있는 개경은 신왕조의 정착에 부정적인 영향을 미친다는 것이 그의 견해였다. 1394년 태조의 명에 따라 정도전은 8월부터 개경을 떠나 새로운 도읍 건설을 추진하였고, 태조는 한양을 새 왕조의 도읍지로 정하였다.
태조 이성계가 한양을 조선의 새 수도로 결정한 이후, 한양의 도시 설계에 중요한 역할을 담당하였다. 경복궁 자리도 정도전이 잡은 것이라고 한다. 무학대사는 지금의 인왕산을 주산으로 궁궐을 세워야 한다고 했으나 정도전은 반대하였다. 그는 무학대사가 추천한 위치는 동향이며 터가 너무 좁아 왕도로 적당하지 않다고 주장했다. 결국 정도전의 뜻대로 경복궁이 현재의 자리에 세워지게 되었다. 한성부의 각 궁궐과 전각, 문의 이름을 짓고 도로 수도의 행정분할도 결정했다. 1394년 한양 천도의 지도와 감독을 병행하면서 새 사회에 걸맞은 사상으로 유교 성리학을 정식 국교로 채택할 것을 주청하였으며, 그해에 〈심기리편〉(心氣理篇)을 지어 불교·도교를 비판하고 유교가 실천 덕목을 중심으로 하는 인본주의 사상이라고 주장했다.
태조의 허락 아래 종묘와 사직, 궁궐의 터 등이 들어설 자리를 정했을 뿐만 아니라 각종 궁궐 및 각 전각의 이름은 모두 정도전이 손수 지었다. 그는 전각과 거리의 이름을 지을 때 유교적 덕목이 나타나도록 근정(勤政), 인정(仁政) 등의 단어를 사용했다. 그래서 정도전이 경복궁을 설계할 때 근정전(勤政殿)이라 지은 것이다. 또한 한성의 사대문과 사소문의 첫 이름과 현판을 짓기도 했다. 그 밖에도 종묘의 제례법과 음악도 정도전이 제정한 것이었다. 특히 〈몽금척〉(夢金尺), 〈수보록〉(受寶籙), 〈문덕곡〉(文德曲) 등 수많은 악장을 지어 태조의 공덕을 찬양하였는데, 이 악장은 조선조 5백 년간 궁중에서 연주되었다.

#### 조선건국(1392년) 이후 정권 투쟁

##### 세자 책봉 문제
세자를 누구로 임명하느냐는 문제에 관해서 당초의 의론은 "시절이 태평하면 적장자를 세우고, 난세에는 공이 많은 왕자를 세워야 한다."는 원칙을 제시하였다. 그러나 신덕왕후 강씨는 자신의 아들을 왕세자로 책봉하기를 간절히 소원하였고, 태조 이성계 역시 방석을 총애하여서 배극렴을 비롯한 대소신료들은 태조의 의중에 따라 여덟째 아들 방석을 세자로 책봉하였다. 태조의 전처 한씨 소생 아들 중 다섯째인 이방원은 정치적 야심이 가장 컸던 탓에 이 일로 격분하였다. 또한 다른 전처 한씨 소생의 왕자들도 자신들을 배제하고, 후처인 강씨의 아들 막내 방석이 왕세자가 된 것에 대해 모두 분개하였다. 이것이 훗날 제1차 왕자의 난의 원인이 되었다. 태조가 방석을 세자로 책봉하자 정도전은 바로 세자시강원이사(世子侍講院貳師)의 한사람이 되어 왕세자의 교육을 담당했다.

##### 국방력 강화와명나라와의 갈등
1395년 1월 정총(鄭摠) 등과 함께 《고려국사》(高麗國史)를 편찬하였다. 조선 창업에 성공한 정도전은 세자책봉에 이은 새나라 문물과 제도정비에 착수했다. 6월에는 국가의 통치규범인《조선경국전》, 중국과 우리나라의 역대 제왕들의 치적을 담은 《경제문감》,《경제문감별집》(經濟文鑑別集) 등의 편찬을 주도하여 새로운 치국의 대요와 관제 등 모든 제도와 문물의 기틀을 마련하였다. 또한 《경제문감》과 《경제문감별집》에는 정치제도·재상·대관(臺官)·간관(諫官)·부병제도·감사(監司) 등의 업무와 인사 행정 및 실무를 논하였다. 이어 국방력 강화와 고구려 고토 수복을 위한 공병제도를 도입 군의 통수권을 국가에 귀속 시키기 위한 사병을 혁파하기 위해 노력했다. 그러나 지나치게 급진적이고, 일방적인 정도전의 정책에 대해 태조는 그의 상소를 수용하는 것을 머뭇거렸고, 점차 반발하는 사람들이 늘어갔다.
1395년 3월에는 다시 판삼사사로 복직했다.
1395년 일부 반발 세력에 의한 국가기밀 누설로 인하여 갈길 바쁜 조선은 명나라와 외교적 분쟁에 발목이 잡히고 말았다. 신흥국 조선의 일신을 경계하였던 명나라의 황제 주원장은 조선의 정조표전(正朝表箋) 문구에 명나라를 모독하는 글귀가 있다는 걸 문제삼아 태조에게 정도전을 자신에게 넘겨줄 것을 요구하였다. 이에 태조는 정도전은 병에 걸렸다거나 나이가 많다거나 하는 등 여러 가지 이유를 들어 명나라의 소환에 응하지 않았다. 하지만 주원장은 계속해서 그의 소환을 요구하였고, 이를 무마하기 위한 조처로 문하시랑찬성사를 비롯한 모든 공직에서 물러나 동북면도선무찰리사로 체직되었다.

#### 한성부의 도시 정비
천도가 확정, 단행될 무렵 그는 명나라에 사신으로 다녀왔고, 1394년부터 2년간 그는 한성부의 도시 정리를 추진했다.
1395년(태조 4년)에는 도성축조도감이라는 관청을 설치, 성을 쌓기 위한 기초 측량을 하게 했으며, 총책임자는 정도전이 되었다. 1396년부터 성곽을 쌓기 시작 1년여 만에 완성했다. 백악산 꼭대기를 기점으로 하여 동쪽으로 한성부 시내를 돌아 백악에 이르는 성곽은 총길이 5만 9천 5백 자, 그 중 토성이 4만 3백여 자, 석성이 1만 9천 2백 자, 높이 40자 2치로 정도전은 이 수치를 정확히 계산, 파악했으며, 공사 기간은 여름과 겨울로 농번기를 피해 2기로 나누어 공사를 벌였다.

## 사상과 신념
정도전은 훌륭한 재상을 선택하여 그 재상에게 정치의 실권을 부여하여 위로는 임금을 받들어 올바르게 인도하고, 아래로는 신하들을 통괄하고 백성들을 다스리는 중책을 부여하자고 주장하였다. 즉, 정도전은 임금은 단지 상징적인 존재로만 머물고 나라의 모든 일은 신하들이 회의를 거쳐 결정하는 나라를 이상적인 나라로 생각하고 있었다. 현대의 영국식 입헌 군주제를 그때부터 생각한 것이다. 또한 감찰(사헌부)의 탄핵권을 강조하고 간관(뒷날 사간원)의 권리를 국왕과 대등하게 설정했다. 고려 정치 제도에서 어사대(사헌부)는 독립된 기구였지만 낭사(사간원)는 중서문하성 산하 기구에 불과했기 때문에, 간쟁 기구를 왕과 대등한 위치에 놓은 정도전의 사상은 조선 정치 체제의 중요한 특징인 전제 왕권 통제의 중요한 이론적 토대가 되었다.
또한 조선은 각 지역에 관리를 파견하여 “중앙집권 관료국가”가 되었다. 이것은 이전까지 지방 세력을 인정하는 봉건국가와는 비교되는 정체였다.

### 경세론
그의 경세론(經世論)은 《조선경국전》(1394)·《경제문감》(1395)·《경제문감별집》 등에 제시되어 있다. 조선왕조의 통치규범을 종합적으로 제시한 조선경국전은 각국과 각 시대의 법령과 규정을 참고한 것이 주목된다. 《주례》에서 재상 중심의 권력체계와 과거제도, 병농일치적인 군사제도의 정신을 빌려오고, 한당(漢唐)의 제도에서 부병제(府兵制)·군현제(郡縣制, 守令制)·부세제(賦稅制)·서리제(胥吏制)의 장점을 받아들이고 있다. 외국의 사례로는 명나라로부터는 《대명률》을 빌려왔다.
그는 여말에 나라가 가난하고 민생이 피폐하였던 현실을 극복하기 위하여 농업생산력의 증대와 토지균분에 비상한 관심을 가지고 그 해결책으로서 민구수(民口數)에 따른 토지재분배와 공전제(公田制) 및 10분의 1세의 확립, 공(工)·상(商)·염(鹽)·광(鑛)·산장(山場)·수량(水梁)의 국가경영을 실현시키려고 하였다.
그의 경세론은 자작농의 광범한 창출과 산업의 공영을 통해서 부국강병을 달성하고, 능력에 토대를 둔 사 위주의 관료정치를 구현하려는 것으로 요약될 수 있다. 그의 개혁안은 상당부분이 법제로서 제도화되었지만 그가 계획한 모든 계획 중 일부는 실현되지 못하였다.

### 정치론과 인재 채용
《경제문감》은 재상·감사·대간·수령·무관의 직책을 차례로 논하고, 《경제문감별집》에서는 군주의 도리를 밝혔다. 통치자가 민심을 잃었을 때에는 물리적인 힘에 의해서 교체될 수 있다는 역성혁명을 긍정하였으며, 실제로 혁명이론에 입각하여 왕조교체를 수행하였다. 그는 성리학적 왕도 정치와 패도 정치의 사례를 제시한 후, 패도 정치를 하는 군주는 역성혁명이나 기타 수단에 의해 폐위될 수 있음을 경고하였다. 또한 군자와 소인의 존재를 역설하여 군왕은 군자들을 등용하여 올바른 정치를 수행해나가야 된다고 봤다.
그가 이상으로 생각하는 정치제도는 재상을 최고실권자로 하여 권력과 직분이 분화된 합리적인 관료지배체제이며, 그 통치권이 백성을 위하여 기능할 수 있어야 한다는 민본사상을 강조하였다. 이는 일종의 내각에 의한 정국운영론으로, 그의 재상 중심, 신권 중심의 정치이론은 후일 이방원 집권 후 폐지되었다가, 다시 세종과 문종의 연이은 죽음 이후 김종서, 황보인 등에 의해 부활된다. 이를 의정부 서사제라 한다.
그는 사농공상의 직업분화를 긍정하고, 사를 지배층으로 생각하였으나, 사의 직업은 도덕가·철학자·기술학자·교육자·무인 등의 역할을 겸비해야 하고 사에서 능력위주로 관리가 충원되어야 한다고 믿었다.

### 불교 배척과 비판
그는 불씨잡변을 지어 숭유억불정책의 이론적 기초를 확립하였다.그러나 그의 불교 비판론은 모순적인 측면이 많았다. '불씨잡변'을 지어 신랄한 불교 비판을 하면서, 다른 한편으로는 불교에 대해서 긍정정인 시를 짓거나 승려들과 교류하는 이중적인 면모를 보여주었다. 삼봉집 제 2권 산사에 노닐다[遊山寺] 와 삼봉집 제2권 백정 선사에게 기증하다[寄贈柏庭禪] , 고헌 스님을 심방하는 도중[訪古軒和尙途中], 삼봉집 제3권 서(序) 화엄종사 우운을 전송하는 시의 서[送華嚴宗師友雲詩序] 글들이 좋은 예이다.

### 생애 후반

#### 이방원과의 갈등
정도전은 임금은 세습되는 직책이라 어리석은 임금이 나올 수도 있다고 내다봤다. 정도전은 어린 세자 방석을 교육시켜 재상이 중심이 되는 왕도 정치(재상 정치)의 실현을 꿈꾸었지만, 왕권과 자신의 입지가 약화되는 것을 두려워한 이방원에게 눈엣가시로 찍혀 후일 이방원은 사병을 이끌고 제1차 왕자의 난을 일으켜 그를 살해했으며, 더불어 세자 방석도 살해하였다.

#### 요동 정벌 계획

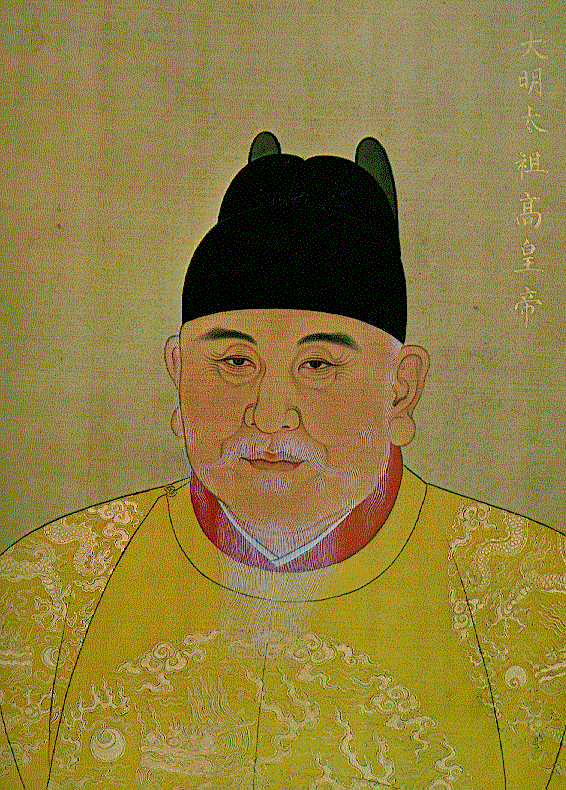
명나라의 초대 황제 홍무제(주원장)

1392년 건국 직후부터 그는 요동 정벌(1392)을 계획한다. 1396년 요동 정벌의 방안으로 그는 그때까지 각 지역의 왕실측근과 개국공신들이 사적으로 보유하던 사병을 모두 혁파하여 국가의 정규군으로 개편하자는 사병 혁파를 추진하기 시작했다. 그러자 사병을 중심으로 정변을 세우려고 계획한 이방원은 고려 유신 그룹을 규합하여 노골적으로 반감을 품고 역습의 기회를 품게 되었다. 동시에 이방원은 정도전을 제거하기 위하여 명나라로 가는 사신 하륜, 설장수 등을 비롯한, 반감을 품은 인사들을 사주하여 은밀히 정도전이 요동 정벌을 획책하려 한다고 밀고하였다.
1396년(태조 5년) 3월 과거 고시관(科擧考試官)에 임명되어 사양하였으나 받아들여지지 않았다. 그해 5월 조유인(曹由仁), 이치 등 33인을 선발하였다.
1396년 7월 27일 봉화백에 봉작되었다. 1397년(태조 6년) 3월 상서사 판사(尙瑞司判事)로 공동 상서사판사인 조준과 함께 내관과 궁녀의 작호와 품계를 정하여 올렸다. 1397년 명나라의 사은사가 가지고 온 자문(咨文)에서 명나라는 그를 '조선의 화(禍)의 근원'이라고 지적했다. 동시에 조선 조정에 정도전을 해임하고 요동 정벌을 중단하라고 경고했다. 요동 정벌을 목적으로 왕족들과 여러 지배층으로부터 몰수한 사병들을 새로 신설한 의흥삼군부에 병합한 뒤 그가 지은 진도(陳圖)에 따라 대대적인 군사 훈련을 실시하였다. 이러한 정도전의 개혁과 요동 정벌 준비는 같은 개국공신인 조준 등의 반발을 불러일으켜 끝내 그와 결별하게 되고 만다.

#### 요동 정벌 계획 실패
그해 4월 요동정벌 계획을 명나라에 누설한 설장수와 권근의 문책을 요구하였으나, 불문율로 부치고 왕이 받아들이지 않았다. 6월 정도전은 확보한 병력으로 남은(南誾)과 함께 양주목장에서 대대적인 진도(陣圖) 훈련을 하면서 이성계에게 출병을 요청하였는데, 이때 조준의 강력한 반대로 실행하지 못했다. 그해 12월, 다시 동북면도선무순찰사가 되어 주군(州郡)의 구획을 확정하고 성보(城堡)를 수리했으며, 비밀리에 사람을 파견하여 평안도, 함경도 일대의 인구 수와 군관(軍官) 수를 점검하고 되돌아왔다.
그해 10월 가례 도감(嘉禮都監) 제조에 임명되었다.
1398년초 그는 왕에게 상무정신을 함양할 것을 건의하고 병법과 진법 훈련을 강화하면서 요동 정벌의 준비를 마무리한다. 바로 그는 태조에게 절제사를 혁파하여 관군(官軍)으로 합치고, 사병을 모두 압수하며, 왕자와 공신들이 나누어 맡고 있던 군사지휘권을 박탈하게 하고, 개인이 거느린 사병 집단을 국가에 귀속시킬 것을 건의하였다.

#### 정변과 최후
1398년(태조 7) 음력 8월, 그는 명나라 태조 홍무제가 자신의 아들들을 변방으로 보낸 것을 인용하여 이방원은 전라도로, 이방번은 동북면으로 보내야 된다고 건의하여 태조의 승인을 얻었다. 그러나 이방원은 파견을 거부하고 민무구, 민무휼 등과 함께 정도전 암살을 기도하였다.
10월 6일(음력 8월 26일) 정도전은 송현에 있던 남은의 첩의 집에서 남은, 심효생, 이직 등을 만나 술을 마셨다. 그가 남은의 집에서 술을 마신다는 정보를 입수한 이방원은 즉시 사병을 이끌고 남은의 첩의 집으로 향한다.
정도전은 신덕왕후 강씨 소생인 이방석을 세자로 세운 일로 인해, 이방원과 대립하게 되었다. 이에 앙심을 품은 이방원은 그가 한씨 소생의 모든 왕자들을 궁으로 불러들인 후, 신의왕후 소생의 왕자들을 죽일 계략을 세웠다고 누명을 뒤집어씌워 정도전을 살해했다.
《조선왕조실록》에 의하면 최후에 이르러 정도전은 자신의 목숨을 구걸하였다고 기록하고 있으나, 승자에 입장에서 이방원이 비열한 인물로 조작한 것으로 추정된다. 또 《삼봉집》에는 그가 이방원의 칼에 맞기 직전 자신의 삶의 최후를 정리하는 '자조(自嘲)’라는 시를 남겨 영웅호걸다운 면모를 여실히 보여 주고 있다.
| “ | 操存省察兩加功 / 조존과 성찰 두 곳에 온통 공을 들여서 不負聖賢黃卷中 / 책 속에 담긴 성현의 말씀 저버리지 않았다네. 三十年來勤苦業 / 삼십 년 긴 세월 고난 속에 쌓아 놓은 사업 松亭一醉竟成空 / 송현방 정자 술 한 잔에 그만 허사가 되었구나. | ” |
|   | — 정도전, 《자조》(自嘲) |   |

정도전의 두 아들 정영과 정유(鄭游) 그리고 조카 정담(鄭澹)은 부친과 숙부를 구하러 달려가다가 살해되고, 얼마 뒤 조카 정기(鄭淇)는 큰아버지와 사촌들의 죽음 소식을 듣고 집에서 스스로 목숨을 끊었다. 맏아들 정진은 당시 태조의 안변군 석왕사 삼성재(三聖齋)발원을 위한 밀접 수행 중이었으므로 해를 당하지 않고 목숨을 보존할 수 있었다.

### 사후 평가
정도전의 묘의 위치는 알려지지 않았다. 봉화정씨 을류보에 경기도 광주(廣州) 사리현(士里峴)에 있다는 기록이 있고, 유형원(1622-1673)의 ‘동국여지지(東國輿之地)’ 과천현조에는 현동북 18리에 있다는 기록이 있다. 지금 경기도 평택시 진위면에 그의 가묘가 있다.
반발했던 조준은 태종때 중용이 되었고, 한편 정몽주는 태종 때 가서 권근의 요구와 하륜의 지지로 받아들여져 정몽주는 충절의 상징으로 추상되어 영의정부사에 추증되었다. 정도전 사후 동생 정도복과 매제 황유정은 연좌되지 않고 계속 관직생활을 할 수 있었고, 아들 정진은 1411년 조영무, 안경공 등의 건의로 복직하여 판 나주목사로 기용되었고 세종 때 벼슬이 형조판서에 이르렀다. 또한 정도전의 증손인 정문형은 세조 때 좌익원종공신 1등에 녹훈되고 관직은 우의정에 이르렀다.
태종 이방원은 그를 폄하시키기 위해 의도적으로 정몽주를 현창하였는데, 이는 태종의 아들 세종이 정몽주의 제자 권우의 문인이었고, 세조 때 사림파가 관직에 진출하면서 충절의 상징으로 성역화되었다. 동시에 정몽주의 라이벌인 그는 불이익, 폄하의 대상이 되었다. 후대에 이르러 그는 오히려 두 왕조를 섬긴 변절자로 또는 단지 처세에 능한 모사가로 인식되었다.
신숙주는 그가 죽은 것은 운수 소관이지만 (조선 왕조)의 건국 공로에 공이 있다고 평하였다. 그는 조선의 개국공신이었고, 한성부의 각 전각과 궁궐의 이름을 지은 인물이다. 그러나 사림에 의해 비판을 받았는데, 이는 그대로 수용되었다. 그에 대한 비판이나 부정적 견해가 일반화된 데에는 그가 죽은 후 정적들의 대거 복귀로 이색, 정몽주의 정치적 승계자인 고려 유신그룹과, 사림파와 정몽주를 충신의 표본으로 현창함으로써 정도전을 격하하려는 이방원의 의도가 있기는 했지만 반드시 그런 의도 만으로 정도전이 부정적 평가를 받은 것은 아니었다. 정도전은 성정이 과격하고 온후함이 없어, 빼어난 재주에 비해 덕이 부족하다는 비판을 받았다. 남인 실학자 성호 이익은 자신의 저서 《성호사설》에서 정도전을 일컬어 '죽을 만한 일을 한 위인'이라고 비판했다. 
선조 때 정여립의 난의 가담자 중 도피자의 이름을 알 수 없자, 관청에서는 도피자의 이름을 일부러 삼봉이라 지어 그를 조롱하였다. 광해군 당시 허균이 그의 시문을 애호하였다는 이유로 허균은 역모로 몰려 사형당한다. 그는 정조 때 가서야 정조가 그의 저서인 《삼봉집》에 관심을 갖게 되면서 서서히 복권 여론이 나타나기 시작하였다. 정조는 빠진 글들을 수집하고 편차를 재구성하여 수정 《삼봉집》을 간행하였다. 서인 성리학자로 정도전과 마찬가지로 군신공치의 이상을 견지했던 송시열마저 정도전을 언급할 때는 반드시 그 이름 앞에 '간신'이라는 말을 붙였다. 조선시대를 통틀어 정도전에게 가장 적대감을 표시한 인물은 송시열이었다.
1865년(고종 2년) 9월 대비 조씨의 건의로 다시 공신 칭호를 돌려받았다. 1865년 고종은 경복궁을 중건하고 그 설계자인 정도전의 공을 인정해 그의 관작을 회복시켜 주었으며 문헌(文憲)이라는 시호를 내렸다. 그 뒤 고종은 후손들이 사는 경기 양성현(안성군 공도면, 평택시 진위면)에 사당을 건립하였다. 고종은 정도전의 조선 건국과 제도와 법령 마련, 체제 정비 등의 치적을 기려 유종공종(儒宗功宗) 현판을 특필하여 하사하였다. 사당은 1986년 4월 경기도유형문화재 132호로 지정되었다.
불천지위(不遷之位)에 추대되었고, 그의 묘소가 실전되어 1872년(고종 8년) 왕명에 의해 위패를 봉안하고 제사를 받들게 하였다. 1872년 개국공신으로 공식 복권되고 이듬해 관직과 작위가 회복되었다. 1873년(고종 10) 남인 인사들에 의해 이현일, 윤휴, 한효순, 목내선, 정인홍, 정도전 등을 복권해야 된다는 신원 상소가 올려졌다. 이에 면암 최익현과 중암 김평묵은 강하게 반발하였고 복권을 막기 위해 노력하였으나, 고종은 정도전 복권을 강행하였는데, 이는 정도전이 조선왕조건국에 끼친 나름의 공로를 인정하여 복권을 한 것으로, 기존의 조선왕조에서 복권이 된 사람들인 김종서, 황보인 등의 계유정난때 희생된 사람들과 성삼문, 박팽년 등 사육신, 남이의 옥사에 희생된 남이, 기묘사화 때 희생된 기묘명헌의 사람 중 한 사람인 정암 조광조 등의 경우와 다른 점이다.

#### 현대
1960년대 박정희 정부에서는 정몽주를 충절의 상징으로 추상함으로써 다시 그에 대한 폄하가 시도되었으나 1970년대 이후 재평가 여론이 나타났다. 2003년 삼봉 정도전 기념사업회가 출범하였다. 2003년 11월, 2007년 12월 정도전 재평가와 그의 학문 연구를 위한 삼봉학 학술회의가 열렸다.
정도전의 신권정치(臣權政治, 재상중심의 정치)가 독일식 총리제, 영국식 수상제, 스위스식 집정부제와 같은 정권들을 통하여 경제개혁, 토지개혁으로 이어졌듯이 토지공동체와 같은 정책으로 땅의 제 역할이 회복될 수 있는 정도전이 주장한 정전제는 조봉암의 농지개혁의 바탕이 되었으며, 한국판 토지 뉴딜(New Deal)정책이었다는 평가다.
정도전의 묘가 경기도 과천현 10리 동쪽에 있다는 전설과 소문을 근거로 과천 일대의 야산을 탐사한 결과 목이 잘린 시신이 발견되었다. 시신과 함께 많은 양의 고급 조선백자가 함께 발견되었다. 정도전 사당에는 그의 영정과 위패를 봉안하고 있다.

## 가족 관계
본가 봉화 정씨(奉化 鄭氏)
- 고조부 : 봉화도장 호부령 정공미(奉华道政呼符令 鄭公美) 봉화 정씨 시조
- 고조모 : 안동 최씨(安東 崔氏)
- 증조부 : 비서랑 동정 정영찬(秘書郞同正 鄭英粲)
- 증조모: 경주 이씨(慶州 李氏)
  - 조부 : 검교 군기감 정균(檢校軍器監 鄭均)
  - 조모 : 진양 하씨(晋陽 河氏)
    - 아버지 : 형부상서 정운경(刑部尙書 鄭云敬, 1305년 ~ 1366년)

  - 외조부 : 영주우씨 산원(散員) 우연(禹淵)
    - 어머니 : 증 정경부인 영주 우씨(贈 貞敬夫人 榮州 禹氏)
      - 여동생 : 봉화 정씨
      - 매부 : 황유정(黃有定, 1343년 ~ 1421년)
      - 동생 : 정도존(鄭道存, ? ~ 1398)
      - 동생 : 정도복(鄭道復, 1351년 ~ 1435년)

    - 처부 : 찬성(贊城) 최습(崔濕)
      - 부인: 경숙택주 경주 최씨(慶淑宅主 慶州 崔氏)
        - 장남 : 형조판서 증 우찬성 희절공 정진(刑曹判書 贈 右贊成 僖節公 鄭津, 1361년 ~ 1427년)
          - 손자 : 정래(鄭來)
          - 손자 : 정속(鄭束)

        - 차남 : 정영(鄭泳 ? ~ 1398년)
        - 아들 : 정유(鄭游 ? ~ 1398년)

## 저서
- 《삼봉집》(三峯集)
- 《조선경국전》(朝鮮經國典)
- 《경제문감》(經濟文鑑)
- 《경제의론》(經濟議論)
- 《불씨잡변》(佛氏雜辨)
- 《심문천답》(心問天答)
- 《심기리》(心氣理)
- 《학자지남도》(學者指南圖)
- 《진맥도결》(診脈圖結)
- 《고려국사》(高麗國史) 37권
- 《상명태일제산법》(上明太日諸算法)
- 《진법》(陣法)

### 편저와 역서
- 《고려국사》 (공저)
- 《대명률직해》(大明律直解)

### 작품
- 《오행진출기도》(五行陣出寄圖)
- 《태을72국도》(太乙七十二局圖)
- 《강무도》(講武圖)
- 〈궁수분곡〉(窮獸奮曲)
- 〈납씨가〉(納氏歌)
- 〈정동방곡〉(靖東方曲)
- 〈문덕곡〉(文德曲)
- 〈신도가〉(新都歌) 등.

## 정도전이 등장하는 작품

### 드라마
- 《개국》(KBS, 1983년~1983년, 배우:김흥기)
- 《추동궁 마마》(MBC, 1983년~1983년, 배우:이호재)
- 《대검자》(MBC, 1988년~1988년, 배우:조경환)
- 《용의 눈물》(KBS, 1996년~1998년, 배우:김흥기)
- 《대풍수》(SBS, 2012년~2013년, 배우:백승현)
- 《정도전》(KBS, 2014년~2014년, 배우:조재현, 강이석)
- 《육룡이 나르샤》(SBS, 2015년~2015년, 배우:김명민, 고우림)
- 《태종 이방원》(KBS, 2021년~2022년, 배우:이광기)

### 영화
- 《해적》(2014년, 배우: 안내상)
- 《순수의 시대》(2015년, 배우: 이재용)

## 논란과 의혹

### 표절
그의 저서인「경제문감(經濟文鑑)」(1395)이 남송시대 저작인 「주례정의(周禮訂義)」,「산당고색(山堂考索)」,「서산독서기(西山讀書記)」,「문헌통고(文獻通考)」 등의 문헌들을 상당 부분 베껴 썼다는 주장이 제기되었다. 연합뉴스 2003년 10월 27일자 기사인 "정도전의「경제문감」남송시대 책 도용"에서 연세대 도현철 교수(사학과)는 31일 `한국 중세사회의 변화와 조선건국'을 주제로 연세대 국학연구원(원장 전인초)이 주최하는 세미나에서 `정도전 사상의 재검토'라는 제목의 논문을 통해 이 같은 내용을 밝혔다고 전했다. 이밖에 송재혁 여주대학교 세종리더십연구소 연구원은 그의 논문인 '정도전은 왜 인용한 자료를 밝히지 않았나?:창업 군주를 위한 통치론의 저술과 원 제국의 유산*'이라는 논문에서 정도전이 경제문감 뿐만이 아니라 '조선경국전'과 '경제문감별집'도 중국 송나라,원나라 시대의 많은 중국측 자료들을 출처를 밝히지 않고 자신의 저서들에 포함시켰음을 밝혀내었다.

### 정적에 대한 대량 숙청
그의 스승인 이색부터 시작해 수많은 무고한 고려측 인물들을 대량으로 죄인으로 몰아 고문과 살인을 일삼았다.

### 태만한 정적 경계
임금인 태조 이성계가 중병으로 누워 있는 상황에서 정작 정도전 자신은 신료답지 않은 처신으로 남은의 첩의 집에서 당여들과 함께 술을 마시고 있었고, 이런 상식 밖의 행동으로 이방원 측의 기습을 받아 살해되었다.

#### 오해
그가 이숭인의 재능을 시기해서 죽였다라는 이야기와 권근을 집요하게 죽일려고 했다는 이야기는 사실이 아닐 가능성이 매우 높다. 그는 이숭인의 문집인 '도은집'의 서문을 써 주었고, 이숭인 역시 정도전과의 우정을 다지는 시를 여러 편을 썼다. 또 권근은 그의 문집인 '삼봉집'의 서문과 '불씨잡변'의 서문을 써 주었고, 정도전 자신은 '삼봉집' 제 1권 '양촌부'에서 권근을 찬양하는 시를 지었기 때문이다. 관계가 매우 좋지 않았다면 이렇게 하기는 어려웠을 것이다. 실제로는 이성계가 한 일을 정도전에게 뒤집어 씌우는 것에 불과하다라고 할 수 있다. 실제 고려사,고려사절요,동국통감,조선왕조태조실록총서들을 보면 조선측에서 무고한 고려측 인물들을 고문,학살할 때 이성계는 늘 관련하지 않은 것으로 기록이 되어 있다. 위화도 회군 이후, 이성계 자신이 사실상 고려의 임금인데, 이럴 수 있다는 것은 논리적으로 매우 안 맞는 이야기일 것이다.
제1차 왕자의 난으로 이방원이 집권후 역적으로 처리되어 있다가 500여년이 지난 고종대에 회복되었다. 다만, 정몽주의 경우, 그가 간신으로 몰려 죽었을 때 그의 문집인 '포은집'의 모두가 이성계 측에 의해 불에 태워 없어지고 다른 사람들이 가지고 있던 정몽주의 극소수의 시들과 문장들만 수집돼 '포은집'이 만들어져 '포은집'이 매우 엉성해 이로서 정몽주에 대한 연구의 어려움을 겪고 있는데 비해 정도전은 그의 문집인 '삼봉집'의 대부분이 그대로 남아 지금까지 정도전 연구에 귀중한 자료가 되고 있으며, 또 삼봉집의 서문을 권근과 신숙주가 써주었고 조선 성종때 왕명으로 편찬된 삼국시대부터 조선시대까지 역대 우리나라의 뛰어난 시,문장,상소,묘비문,묘지문,인물 전기,여행기,책 서문 등을 선정한 조선왕조의 공식 문서모음집인 동문선에 그에 관한 여러 글들이 수록되어 그를 인정하는 모습들을 보였고, 또 심지어 정도전의 죽음을 애도하고 정도전이 조선왕조에서 잘못한 것은 세자를 올바로 옹립하지 못한 잘못 밖에 없었다고 애도한 진의귀의 시도 수록해 주었고또, 정도전의 맏아들인 정진은 태종 이방원에게 용서받아 관직 생활을 계속했고, 결국 형조판서까지 올라갔을 정도로 대접을 해주었고, 또 태종 이방원은 당시 아버지 이성계에게 '양 정'이 있었는데 정몽주는 고려왕조를 위해서 충성을 다하였고, 정도전은 자신의 부왕인 태조 이성계에게 충성을 다했으니 둘 다 옳았던 것이다라고 말하며 정도전을 긍정적으로 평가하는 면도 있었다. 이런 것들을 보았을때 정도전이 조선 고종때 공식적으로 복권을 받았다고 해도, 정도전이 조선왕조 500여년 내내 사실과 다르게 악의적으로 매도만 당했다고 하는 것은 옳지 못함을 알 수 있고, 또 이것들은 조선왕조가 정도전을 500년간 역적으로 매도해도 그의 모든 것들을 다 부인, 조작할 수 없었다라는 사실을 잘 말해 주고 있다.

### 관련 다큐
- 2011년 1월 16일 KBS1TV 《학자의 고향 - 삼봉 정도전 편,1부 정도전, '하늘을 버리고 백성을 선택하다'》
- 2011년 1월 23일 KBS1TV 《학자의 고향 - 삼봉 정도전 편, 2부 정도전, '조선을 디자인하다'》

## 같이 보기
| - 정도전의 팔도인물평 - 성리학 - 이곡 - 백이정 - 길재 - 설장수 - 우현보 - 정도복 - 정진 - 정숙침 - 조온 - 조봉암 - 정몽주 - 공민왕 - 우왕 - 김속명 - 이인임 - 염흥방 - 창왕 - 이색 - 이제현 - 안향 - 이성계 - 정종 - 이방원 - 의안대군 - 무안대군 - 회안대군 - 김종서 - 신숙주 - 영조 - 정조 | - 삼봉집 - 요동 정벌 - 위화도 회군 - 고려사 - 경제문감 - 경국대전 - 배극렴 - 염제신 - 정희계 - 조준 - 무학대사 | - 길재 - 권근 - 남은 - 남재 - 심효생 - 이화 - 이거이 - 조영무 - 차원부 - 하륜 - 함부림 - 황유정 |

## 참고 자료
- 춘추관 관원들 (1413). 《태조실록》.
- 《봉화정씨 을류보》 (봉화정씨족보간행소, 1765)
- 《조선시대 7인의 정치사상》 (부남철, 사계절, 1996)
- 《조선왕조사》 (이성무, 동방미디어, 1998)
- 《증보삼봉집》 (정병철, 한국학술정보(주), 2009, 12,)
- 《정도전 출생의 진실과 허구》 (정병철, 교보문고 퍼플, 2013)
- 《한국문화사연구논고》 (이상백 지음, 정병철 옮김, 교보문고 퍼플, 2013)
- 《불씨잡변》 (이기훈 역주, 계명대학교 출판부, 2006)
- 《정도전의 법사상 》 (최종고), 일조각
- 《정치가 정도전의 재조명》 (최상용 이익주외, 경세원)
- 《정치가 정도전》 (최상용, 까치)
- 《여말선초 대명관계사연구》 (박원호, 을류문화사)
- 《고려사의 연구》 (변태섭, 일조각)
- 《나는고백한다》 (이재운, 예담)
- 《정도전의 건국철학》 (김용옥, 통나무)
- 《정도전》전5권 (임종일, 한림원)
- 《성리학자 정도전의 국제적 위상》 (윤사순 김종진외, 경세원)
- 《조선의 건국》 (이이화, 한길사)
- 《정도전의 일대기》 (이성진, 한솜미디어)
- 《한국고전 시가의 연구》 (명희복, 에이포미디어)
- 《꿈너머 꿈을 꾸다: 정도전의 조선창업 프로젝트》 (박남일, 서해문집, 2008)
- 《왜 조선은 정도전을 버렸는가- 조선 역사의 56가지 진실 혹은 거짓》 (이한우, 21세기북스, 2009)
- 《조선을 만든 사람들》 (이성무, 청아출판)
- 《조선의 킹메이커》 (박기현, 역사의 아침)
- 《정도전을 위한 변명》 (조유식)
- 이 문서에는 다음커뮤니케이션(현 카카오)에서 GFDL 또는 CC-SA 라이선스로 배포한 글로벌 세계대백과사전의 내용을 기초로 작성된 글이 포함되어 있습니다.